# دراسة عن الشيخوخة العالمية وصحة البالغين
دراسة عن الشيخوخة العالمية وصحة البالغين (بالإنجليزية: Study on global AGEing and adult health)‏ اختصارا (SAGE) تدار من قبل منظمة الصحة العالمية، ويتمثل أحد أهدافها في تجميع بيانات طولية شاملة عن صحة ورفاهية السكان البالغين وعملية الشيخوخة في مختلف البلدان، من خلال جمع البيانات الأولية وتحليل البيانات الثانوية والتعاون بين الدراسات.
وقد تم جمع بيانات خطوط الأساس لهذه الدراسة (ساجا) (الموجة صفر، 2002-04) كجزء من المسح الصحي العالمي لمنظمة الصحة العالمية. وجرى استكمال الجولة الثانية من جمع البيانات (الموجة 1، 2007-10)، وتوسيع أحجام العينات في كل بلد مشارك (الصين وغانا والهند والمكسيك والاتحاد الروسي وجنوب أفريقيا). وسيتم الانتهاء من جمع البيانات في الموجة 2 (2015) في عام 2015. ومن المقرر تنفيذ الموجة 3 لعام 2017.